# 이병용 (1961년)
이병용은 강원특별자치도 철원 출생의 정당인이며, 현 한국방송광고진흥공사 감사를 역임하고 있다.

## 학력
- 강원대학교 법학 학사
- 강원고등학교

## 경력
- 1984년 민주정의당 국책연구소 사무처 요원
- 1994년 민주자유당 정책위원회 심의위원
- 1995년 민주자유당 기획조정국 부국장
- 1996년 신한국당 여의도연구소 기획실 부실장
- 1997년 신한국당 사무총장 보좌역
- 1998년 한나라당 명예총재 보좌역
- 2001년 한나라당 홍보국 국장
- 2004년 6월 한나라당 전략기획본부 수석팀장
- 2005년 1월 한나라당 사무처 전략기획위원회 상근위원
- 2005년 1월 한나라당 부대변인
- 2008년 4월 국무총리실 정무실장
- 2010년 한국방송광고공사 감사
- 2012년 한국방송광고진흥공사 감사